# Santa Bárbara (Santa Bárbara)
Santa Bárbara ist eine Stadt und eine Gemeinde in Honduras. Sie ist die Hauptstadt des Departamento Santa Bárbara. 2013 hatte die Stadt 24.230 Einwohner und die Gemeinde hatte eine Einwohnerzahl von 41.736.

## Wirtschaft
Diese Stadt ist bekannt für Kunsthandwerk und den Anbau von Kaffee. Die lokale Wirtschaft hängt hauptsächlich von diesen traditionellen Aktivitäten ab.

## Persönlichkeiten
- Luis Bográn Barahona (1849–1895), Politiker und Präsident von Honduras